# Alternanthera macrorhiza
Alternanthera macrorhiza är en amarantväxtart som beskrevs av Lucien Leon Hauman. Alternanthera macrorhiza ingår i släktet alternanter, och familjen amarantväxter. Inga underarter finns listade i Catalogue of Life.